# سنديان صحراوي
سنديان صحراوي (الاسم العلمي: Quercus deserticola)، نوع نبات مكسيكي من جنس السنديان وفصيلة الزانية. ويَنبت في وسط المكسيك في ولايات غواناخواتو وهيدالغو وخاليسكو وكويريتارو وأواكساكا وسينالوا وبويبلا وميتشواكان. وهي عبارة عن شجرة صغيرة أو شجيرة في بعض الأحيان يصل ارتفاعها إلى 7 أمتار (23 قدمًا).